# Бонтьес ван Бек, Като
Като Бонтъес ван Бек (нем. Cato Bontjes van Beek; 14 ноября 1920 года, Бремен, Германия — 5 августа 1943 года, Берлин, Германия) — антифашистка, член движения Сопротивления во время Второй мировой войны, член организации «Красная капелла».

## Биография
Като Бонтьес ван Бек родилась 14 ноября 1920 года в Бремене, в Германии. Она была старшим ребёнком из троих детей в семье художника-керамиста Яна Бонтьес ван Бека и танцовщицы и художницы Олги Брелинг. Детство и юность Като провела в Ворпсведе-Фишерхуде в колонии художников под Бременом. Политические взгляды родителей были однозначно антифашистскими. Подобных же взглядов придерживались, бывшие частыми гостями в их доме, дядя Като Отто Модерзон и родственники Ульрих и Кристиан Модерзоны.
С 1929 по 1933 год Като училась в немецкой школе в Амстердаме в Нидерландах. Она выучила голландский и английский языки и позже провела восемь месяцев в Уинчкьюмбе в графстве Глостершир в Англии. Като была страстной авиапланеристкой. Она отказалась вступать в Союз немецких девушек — гитлерюгенд для девочек.
Брат Като Тим в бременском районе Фегезак подружился с солдатом, служившим здесь в 1939 году в зенитных войсках. Им был будущий канцлер Германии Гельмут Шмидт. Тим познакомил друга с сестрой. Когда Шмидт приехал в Берлин и поступил в военное училище, он прервал свою дружбу с семьёй Бонтьес ван Бек.
В 1940 году Като и её сестра Митье поселились у отца в Берлине, который переехал сюда ещё в 1933 году. В его доме они нашли друзей — противников нацистского режима. Като также стала осваивать гончарное ремесло и роспись по керамике. Обе сестры не скрывали своего отношения к режиму, из-за чего чуть было не попали в гестапо. Тогда отец, никогда не бывший членом партии, сказал им: «Дети, никто не может плыть против течения», на что Като ответила: «А мы можем!»
Сёстры начали с оказания помощи военнопленным французам. Сильно рискуя, они приходили на Лертский вокзал в Берлине, где передавали военнопленным сигареты, спички, мыло и даже письма.
В движение Сопротивления Като и Митье вступили в Бремене. До этого осенью 1941 года в доме своего отца они познакомились с членом берлинской ячейки организации «Красная капелла» Либертас Шульце-Бойзен. После распада этой организации сёстры принимали участие в акциях, организованных другом Като, поэтом Хайнцем Штреловом. Вместе они печатали и распространяли нелегальные издания и листовки с призывами к борьбе и сопротивлению нацистам.

### Арест и казнь
Като и её отец были арестованы гестапо 20 сентября 1942 года в Берлине в принадлежавшем им магазине керамики. Позже отца из-за отсутствия доказательств отпустили. 18 января 1943 года Имперский военный трибунал в Берлине приговорил её к высшей мере наказания за «подстрекательство к государственной измене». После отказа в прошении о помиловании Като Бонтьес ван Бек вместе с 15 другими осуждёнными была казнена 5 августа 1943 года в тюрьме Плёцензее в Берлине через отсечение головы. После приведения смертного приговора тело Като было предоставлено тюремной администрацией директору Анатомического института Герману Штиве с целью изъятия из него органов.

## Память
Мать Като Олга Брелинг в течение последующих двенадцати лет добивалась от правительства земли Нижняя Саксония реабилитации дочери и Като была признана жертвой нацистского режима. Её сестре Митье удалось избежать ареста, несмотря на её участие в движении Сопротивления. С 2008 года она проживает в Фишерхуде.
Гимназия в Ахиме — городке неподалёку от Бремена — с 1991 года носит имя Като Бонтьес ван Бек. В Фишерхуде в честь неё названа площадь — Като Бонтьес ван Бек Плац. В Лейпциге и Мельдорфе её именем названы улицы. В 2004 году в Берлине построен культурный центр имени Като Бонтьес ван Бек, на открытии которого Герман Винке читал отрывки из её биографии. Перед домом на Кайзерсдам, 22 в Шарлоттенбурге, который был последним адресом, где жила Като до ареста, установлен мемориальный камень.

### Документальные фильмы
- «Като. Недолгая жизнь в Сопротивлении» (Cato — Ein kurzes Leben im Widerstand), режиссёр Дагмара Брендеке, 2008
- «Като, как прежде, здесь» (Cato ist immer noch hier), автор сценария и режиссёр Дагмара Брендеке, 2009
- «Като» (CATO), режиссёры Дагмара Брендеке и Вальтер Брун, 2010